# La Torrecilla (Xelva)
La Torrecilla és una torre que s'alça sobre un turó situat a un quilòmetre de la localitat i Xelva, en la comarca dels Serrans, del País Valencià, en concret, a l'anomenat Camí de la Peña Cortada, a la dreta de la carretera que arriba des de la població veïna de Calles.
Està catalogada com bé d'interès cultural, segons consta en la Direcció General de Patrimoni Artístic de la Conselleria d'Educació, Cultura i Esports, de la Generalitat Valenciana. Es tracta d'una declaració genèrica, amb la categoria de Monument, encara que només té codi (46.10.106-030), ja que no presenta anotació ministerial.

## Història
Encara que en el seu terme municipal s'han trobat restes de l'edat de bronze, i Plini la cita com a selva de pins (Silva), i malgrat hi ha autors que consideren que la torre s'alça en un assentament ibèric, denominat "Chércol" pels romans, podem dir que, realment, Xelva té el seu origen en època àrab.
El nucli musulmà sorgí al segle xi, aprofitant la roca calcària que hi havia en la zona i amb la que es pogué construir la fortalesa. A poc a poc, al costat d'aquesta es produí el desenvolupament del primitiu nucli urbà, el qual s'anomenà Benacacira, i que se circumscrivia en una muralla amb quatre portes de la qual subsisteix una, anomenada de Sant Cristòfol. Benacacira (Xelva), que pertanyia a la taifa d'Alpont, va tenir una importància estimable durant la dominació musulmana.
L'any 1093 va ser presa pel Cid, i el 1194 per Pere II d'Aragó, qui la va mantenir en el seu poder fins a 1214. Recuperada pels àrabs, va ser presa per les tropes cristianes de Jaume el Conqueridor en 1238, patint la rebel·lió del cabdill àrab Al-Àzraq. Jaume, el Conqueridor, la va donar al senyor d'Albarrasí a 1293, encara que per matrimoni quedaria molt prompte unida al senyoriu de Xèrica.

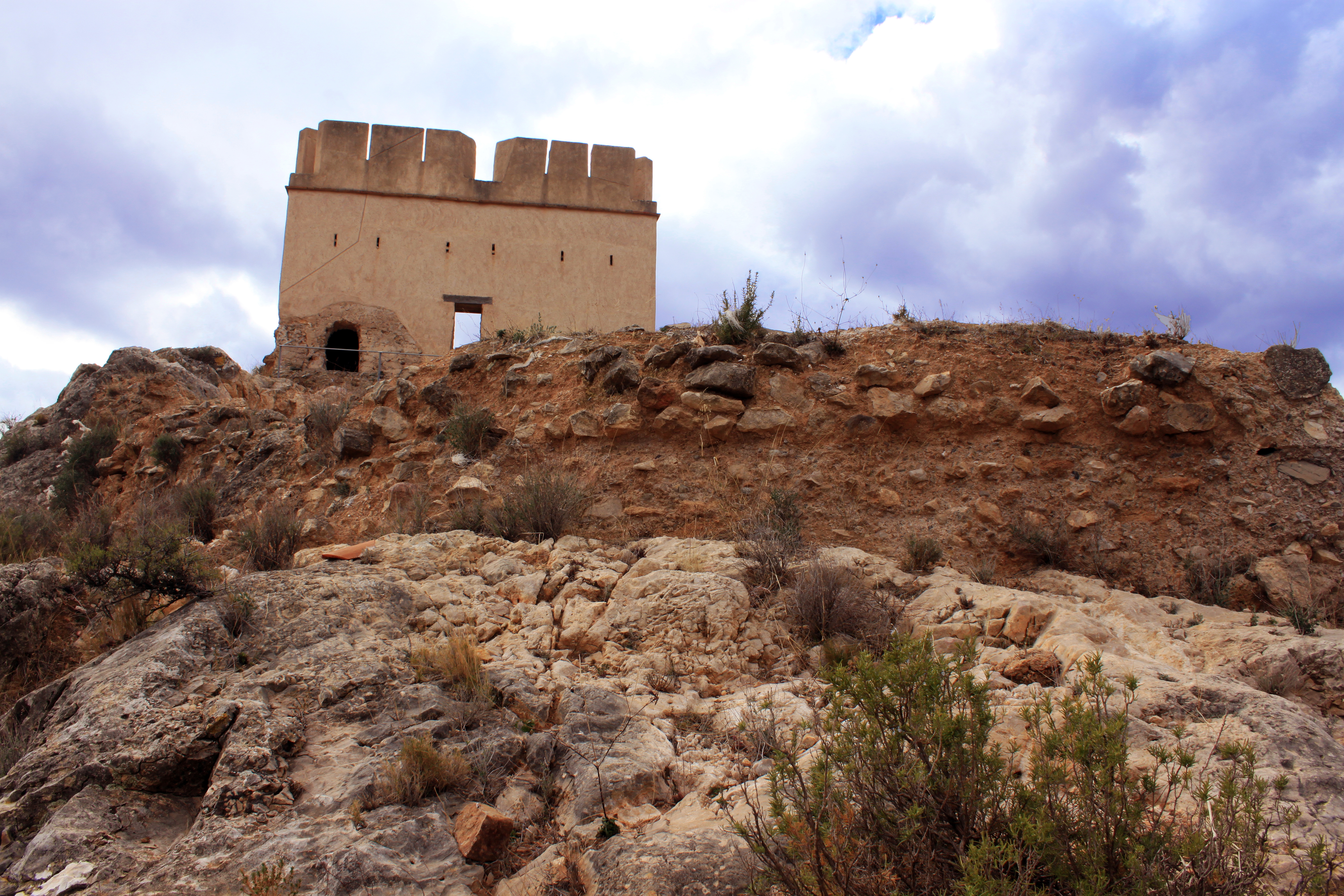
Restes dels murs

En 1390, repoblada ja de cristians, Joan I d'Aragó va atorgar el vescomtat de Xelva al senyor Pedro Ladrón de Vilanova, encara que més tard el senyoriu passà als Frígolas i finalment als ducs de Villahermosa. En 1754 es va reincorporar a la Corona. Durant la Revolta de les Germanies va ser ocupada per una columna d'agermanats; i durant les Guerres Carlines va estar diverses vegades en poder de les tropes del Pretendent, moments en els quals fou fortificada i arribà a convertir-se en hospital en 1839 per ordre del General Cabrera.

## Descripció
La torre és de planta rectangular amb unes mesures de 9,6 m de llarg i 7,8 m d'ample. Encara es poden contemplar, al seu voltant, restes dels murs que eren de pedres unides amb argamassa. La torre presenta al seu interior un arc de mig punt parcialment cegat mitjançant sedimentació de materials transportats per l'aigua, a més la coberta és una volta apuntada. A principis del segle xxi es troba totalment restaurada i s'està duent a terme un projecte d'adequació de l'entorn, amb l'excavació arqueològica de l'assentament musulmà, i la regeneració del vessant.